# Villaconejos
Villaconejos és un municipi de la Comunitat Autònoma de Madrid. Està situat a la comarca de Las Vegas, entre els municipis de Chinchón i Colmenar de Oreja.

## Demografia
| 2898 | 2909 | 2870 | 2945 | 2972 | 3039 | 3018 | 2979 | 3070 | 3092 |

## Economia
L'activitat principal en la història del poble és l'agricultura. És mediterrània, conreant oliveres, vinyes i cereals. La qualitat de l'oli és excel·lent i els bons vins fan honor de la fama dels vinyers de la zona. De gran fama mundial són també els melons, la criança dels quals va ocupar al poble durant segles com principal labor. La ramaderia i la caça també han estat importants, encara que no és superada per l'activitat agrícola. Actualment, els corrals és el que més destaca en la criatura d'animals.

## Elsmelons de Villaconejos
Sobre com van arribar els famosos melons a aquestes terres, corre pel poble una llegenda. Es diu que va ser un soldat qui va portar, de tornada des de terres africanes, les primeres llavors embolicades en una tela. Certa o no, els melons de Villaconejos duen conreant-se moltíssim temps i són famosos des de fa segles (ja eren coneguts per la seva fama a la fi del segle xvi i principis del xvii, com s'esmenta en el llibre Historia de Madrid, de Federico Bravo Morata.